# Koninklijke Lierse Sportkring (3970)
Koninklijke Lierse Sportkring, of kortweg K. Lierse S.K., tot 2024 Lierse Kempenzonen en tot 2018 KFC Oosterzonen Oosterwijk, is een Belgische voetbalclub uit Lier, oorspronkelijk uit Oosterwijk. De club is aangesloten bij de KBVB met stamnummer 3970 en heeft geel en zwart als kleuren.

## Geschiedenis

### KFC Oosterzonen Oosterwijk (1943-2018)
FC Oosterzonen werd opgericht in september 1943 en ging van start in de laagste provinciale reeksen. Men bleef in Derde Provinciale spelen tot 1974/75, toen men voor de eerste keer promoveerde. Twee jaar later zakte men terug.
De volgende jaren ging FC Oosterzonen nog wat op en neer tussen tweede en derde provinciale, maar in 1983 zakte de club voor het eerst naar vierde provinciale, het laagste niveau. Men kon echter terugkeren en twee seizoenen later stond men opnieuw in tweede provinciale. Ook in de jaren 90 was Oosterzonen een vaste waarde in tweede provinciale en was er vaak een van de subtoppers. In deze periode werd een nieuwe infrastructuur neergezet in Oosterwijk.
Bij het begin van de 21ste eeuw kende men een plotse terugval. Na een degradatie in 2001 en 2002 viel de club in korte tijd weer terug naar vierde provinciale. In 2003/04 kon men al terugkeren in derde en enkele jaren zou de club een succesvolle steile opmars maken. Oosterzonen haalde drie opeenvolgende kampioenstitels in 2007, 2008 en ook in eerste provinciale in 2009. Voor het eerst in de geschiedenis van de club stootte men zo zelfs door naar de nationale reeksen. KFCO kon zich handhaven in vierde klasse en in het seizoen 2012-2013 promoveerde het zelfs naar derde klasse.
In het seizoen 2013-2014 legde de club een succesvol parcours af in de Beker van België. Oosterzonen schakelde achtereenvolgens SK Eernegem, Union Sint-Gillis en FCV Dender EH uit en mocht het in de 1/16 finales opnemen tegen eersteklasser AA Gent. In de Ghelamco Arena verloor Oosterzonen met 4-0.
Sinds de competitiehervorming van 2016 speelde Oosterzonen in de eerste klasse amateurs.

### Lierse Kempenzonen (2018-2024)
In mei 2018 besliste FC Oosterzonen om samen te werken met enkele oud-medewerkers van het failliete K. Lierse S.K., en ook Kempisch zakenman Luc Van Thillo sloot zich aan. De groep kocht het Herman Vanderpoortenstadion over van het Egyptische Wadi Degla. De club kocht ook de naam, het logo en de inboedel van het failliete Koninklijke Lierse Sportkring van de curator en verhuisde naar Lier. Daar startte men onder de naam Lierse Kempenzonen in 1ste Amateur (3de nationaal niveau) aan het seizoen 2018-2019 in het Herman Vanderpoortenstadion. Deze naamswijziging werd eerst door de Belgische voetbalbond afgewezen, maar werd nadien toch goedgekeurd. De club mikt op termijn terug op de uitbouw van een volledig professionele ploeg op het hoogste niveau.
In december 2018 werd een K Lierse S.K. museum geopend in het stadion wat vrij uniek is in het Belgisch voetbal. Hier kunnen de supporters alle hoogte- en dieptepunten komen bezichtigen. Er werd een oproep gedaan aan verzamelaars en supporters om attributen binnen te brengen.
In februari 2019 kocht de club ook het voormalig jeugdcomplex van Lierse in Kessel van de Stad Lier (Lierse had dit jeugdcomplex in bruikleen van de stad). Na het faillissement van Lierse werd dit even gedeeld met de jeugd van Koninklijke Lyra-Lierse Berlaar. Hier zette de club een belangrijke stap in het uitbouwen van de jeugd waar het voormalige Lierse zo bekend om stond. Zo willen ze ook zo weinig mogelijk buitenlandse spelers aantrekken en vooral voorkeur geven aan jongens uit eigen regio. Verder was er nog een site in Oosterwijk (België) waar nog een tak van de Lierse jeugd net als het B-elftal speelde tot het seizoen 2022-2023.
Het seizoen 2019/2020 werd 6 speeldagen voor het einde van de competitie stopgezet door het uitbreken van de Coronacrisis en de stand na 24 speeldagen werd als definitief aangenomen, Lierse eindigde 13e waardoor het nipt degradatie naar tweede klasse amateurs wist te vermijden. Ook de competitie op het hoogste niveau eerste klasse A werd 1 speeldag van het einde stopgezet, Waasland-Beveren was de degradant. Zij gingen echter in beroep tegen de degradatie en kregen gelijk, hierdoor werd er beslist om de competitie te hervormen en 18 ploegen te laten aantreden in de eerste klasse A in plaats van de gebruikelijke 16. Dit betekende dat zowel Beerschot als Oud-Heverlee Leuven promoveerden, waardoor er een tekort aan ploegen was in de eerste klasse B. Hierdoor mochten naast promovendus KMSK Deinze ook alle ploegen met een proflicentie promoveren naar 1B. Naast RWDM en RFC Seraing mocht dus ook Lierse daardoor, ondanks 13e te eindigen in het voorgaande seizoen, aantreden in de Pro League 1B.
In het seizoen 2020-2021 eindigde Lierse op de 7de (voorlaatste plaats) in de 1B Pro League en zou normaal degraderen naar 1ste Nationale (hoogste niveau amateurs) maar omdat er in die reeks niet gespeeld werd door de coronapandemie besliste de voetbalbond dat er geen stijgers en dalers waren en dus mocht Lierse ook in het seizoen 2021-2022 aantreden in 1B.

### Koninklijke Lierse Sportkring
In juni 2024 veranderde de club van naam en werd ze Koninklijke Lierse Sportkring.

## Resultaten
| Seizoen                           | Klasse | Klasse | Klasse | Klasse | Klasse | Klasse | Klasse | Klasse | Klasse | Reeks                    | Punten                                                   | Opmerkingen                                              |
|                                   | I      | I      | II     | III    | IV     | P.I    | P.II   | P.III  | P.IV   |                          |                                                          |                                                          |
| --------------------------------- | ------ | ------ | ------ | ------ | ------ | ------ | ------ | ------ | ------ | ------------------------ | -------------------------------------------------------- | -------------------------------------------------------- |
| Als Oosterzonen Oosterwijk        |        |        |        |        |        |        |        |        |        |                          |                                                          |                                                          |
| 2003/04                           |        |        |        |        |        |        |        |        | 1      | Vierde prov. Antwerpen D | 65                                                       |                                                          |
| 2004/05                           |        |        |        |        |        |        |        | 8      |        | Derde prov. Antwerpen C  | 39                                                       |                                                          |
| 2005/06                           |        |        |        |        |        |        |        | 6      |        | Derde prov. Antwerpen C  | 45                                                       |                                                          |
| 2006/07                           |        |        |        |        |        |        |        | 1      |        | Derde prov. Antwerpen C  | 70                                                       |                                                          |
| 2007/08                           |        |        |        |        |        |        | 1      |        |        | Tweede prov. Antwerpen B | 66                                                       |                                                          |
| 2008/09                           |        |        |        |        |        | 1      |        |        |        | Eerste prov. Antwerpen   | 79                                                       |                                                          |
| 2009/10                           |        |        |        |        | 3      |        |        |        |        | Vierde klasse B          | 49                                                       |                                                          |
| 2010/11                           |        |        |        |        | 3      |        |        |        |        | Vierde klasse C          | 48                                                       | Verlies in eindronde voor promotie tegen Sparta Petegem  |
| 2011/12                           |        |        |        |        | 12     |        |        |        |        | Vierde klasse C          | 37                                                       |                                                          |
| 2012/13                           |        |        |        |        | 1      |        |        |        |        | Vierde klasse C          | 69                                                       | Promotie naar Derde Klasse                               |
| 2013/14                           |        |        |        | 15     |        |        |        |        |        | Derde klasse B           | 39                                                       |                                                          |
| 2014/15                           |        |        |        | 9      |        |        |        |        |        | Derde klasse B           | 51                                                       |                                                          |
| 2015/16                           |        |        |        | 2      |        |        |        |        |        | Derde klasse B           | 71                                                       |                                                          |
|                                   | 1A     | 1B     | 1Am    | 2Am    | 3Am    | P.I    | P.II   | P.III  | P.IV   |                          | Vanaf 2016-17 zijn er 3 nationale en 2 regionale niveaus | Vanaf 2016-17 zijn er 3 nationale en 2 regionale niveaus |
| 2016/17                           |        |        | 12     |        |        |        |        |        |        | Eerste kl. amateurs      | 31                                                       |                                                          |
| 2017/18                           |        |        | 12     |        |        |        |        |        |        | Eerste kl. amateurs      | 34                                                       |                                                          |
| Als Lierse Kempenzonen            |        |        |        |        |        |        |        |        |        |                          |                                                          |                                                          |
| 2018/19                           |        |        | 3      |        |        |        |        |        |        | Eerste kl. amateurs      | 34 (48)                                                  | 4e in reguliere competitie                               |
| 2019/20                           |        |        | 13     |        |        |        |        |        |        | Eerste kl. amateurs      | 26                                                       | Vroegtijdig stopgezet wegens de Coronacrisis             |
| 2020/21                           |        | 7      |        |        |        |        |        |        |        | Eerste klasse B          | 16                                                       |                                                          |
| 2021/22                           |        | 5      |        |        |        |        |        |        |        | Eerste klasse B          | 36                                                       |                                                          |
| 2022/23                           |        | 5      |        |        |        |        |        |        |        | Eerste klasse B          | 46                                                       | 4e na de reguliere competitie                            |
| 2023/24                           |        | 11     |        |        |        |        |        |        |        | Eerste klasse B          | 35                                                       |                                                          |
| Als Koninklijke Lierse Sportkring |        |        |        |        |        |        |        |        |        |                          |                                                          |                                                          |
| 2024/25                           |        | 8      |        |        |        |        |        |        |        | Eerste klasse B          | 40                                                       |                                                          |

## Seizoen 2024/2025

### Spelerskern
| No.           | Naam                | Nationaliteit      | Geboortedatum | Verhuurd aan | Gehuurd van |
| ------------- | ------------------- | ------------------ | ------------- | ------------ | ----------- |
| Keepers       |                     |                    |               |              |             |
| 1             | Jens Teunckens      | België             | 30-01-1998    |              |             |
| 12            | Jarno De Smet       | België             | 05-02-1999    |              |             |
| 36            | Lennard Leyssens    | België             | 17-10-2006    |              |             |
| 41            | Kjell Peersman      | België             | 21-05-2004    |              | PSV         |
| Verdedigers   |                     |                    |               |              |             |
| 2             | Pieter De Schrijver | België             | 07-09-2000    |              |             |
| 3             | Luc Marijnissen     | Nederland          | 09-01-2003    |              |             |
| 4             | Sam Vanderhallen    | België             | 11-01-2004    |              |             |
| 5             | Pietro Perdichizzi  | België             | 16-12-1992    |              |             |
| 15            | Beni Mpanzu         | België             | 15-05-2004    |              |             |
| 23            | Viktor Boone        | België             | 25-01-1998    |              |             |
| 24            | Che Krabbendam      | België             | 13-08-1999    |              |             |
| 31            | Brent Laes          | België             | 18-04-2000    |              |             |
| 85            | Emanuel Da Costa    | België             |               |              |             |
| Middenvelders |                     |                    |               |              |             |
| 6             | Emmanuel Matuta     | België             | 22-02-2002    |              |             |
| 8             | Victor Daguin       | Frankrijk          | 08-03-2000    |              |             |
| 10            | Maxim Kireev        | België Wit-Rusland | 09-07-2004    |              |             |
| 17            | Noah Hartmann       | België             | 03-09-2005    |              |             |
| 18            | Dirk Asare          | België             | 04-07-2004    |              |             |
| 27            | Daan De Peuter      | België             | 02-06-2007    |              |             |
| 30            | Glenn Claes         | België             | 08-03-1994    |              |             |
| 77            | Hugo Masaki         | België             |               |              |             |
| Aanvallers    |                     |                    |               |              |             |
| 7             | Obbi Oulare         | België             | 08-01-1996    |              |             |
| 9             | Bryan Adinany       | Frankrijk          | 13-03-2000    |              |             |
| 11            | Ousmane Sow         | Frankrijk SEN      | 20-10-2000    |              |             |
| 19            | Tiago Vermeulen     | België             | 14-07-2008    |              |             |
| 42            | Aske Sampers        | België             | 20-05-2001    |              |             |
| 70            | Samih El Touile     | België             | 28-05-2004    |              |             |
| 81            | Niklo Dailly        | België             | 06-11-2001    |              | RWDM        |

### Technische staf
| Functie            | Naam            | Nationaliteit |
| ------------------ | --------------- | ------------- |
| Hoofdcoach T1      | Jamath Shoffner | België        |
| Assistent-Coach T2 | Dirk Huysmans   | België        |
| Assistent-Coach T3 | Ransford Addo   | GHA           |

## Trainers
- 2009-2010  Geert Van Dessel
- 2010-2011  Geert Van Dessel
- 2011-2012  Geert Van Dessel
- 2012-2013  Geert Van Dessel,  Gunther De Backer
- 2013-2014  Geert Persoons,  Gunther De Backer
- 2014-2015  Johan Houben
- 2015-2016  Stijn Geys
- 2016-2017  Stijn Geys
- 2017-2018  Stijn Geys
- 2018-2019  René Trost,  Dave De Herdt,  Rocky Peeters
- 2019-2020  Rocky Peeters,  Dirk Gyselinckx,  Tom Van Imschoot
- 2020-2023  Tom Van Imschoot
- 2023-2024  Jo Christiaens,  Geert Emmerechts,  Sven Vandenbroek